# Габеленц, Ханс Конон фон дер
Ханс Конон фон дер Га́беленц (нем. Hans Conon von der Gabelentz; 13 октября 1807, Альтенбург — 3 сентября 1874, Лемниц) — немецкий филолог.
Почётный член Венгерской академии наук (1858), член РАН (1868).
Состоял на государственной службе в герцогстве Альтенбургском. В 1848 году член франкфуртского парламента. 
Написал «Eléments de la grammaire mandchour» (Альтенбург, 1833). Вместе с филологом Лёбе издал готский перевод «Библии Вульфилы», с грамматикой, словарем, латинским текстом и комментариями (Лейпциг, 1843—1846). Позднее стал изучать финно-угорские языки и первый в Германии научно обработал их. Напечатал в основанном им журнале: «Zeitschrift für die Kunde des Morgenlandes» мордовскую грамматику, сравнительный очерк двух черемисских наречий и статью о зырянском наречии. Его грамматики языков ирокезского, даякского, даютского, кириртского и кассийского (последняя — со словарем) коснулись почти нетронутой еще области языковедения (1852—57). В 1860 г. Ганс-Конон напечатал «Melanesische Sprachen nach ihrem grammatischen Bau», «Uber das Passivum» и несколько позднее (1864) издал маньчжурский перевод китайского сочинения «Seschu, Schuking и Schiking», с маньчжуро-немецким словарем. После его смерти в Петербурге была издана в 1877 г. его «Geschichte des grossen Liao».
Число основательно изученных и научно обработанных Ганс-Кононом языков достигало до 80. Его сын Ханс Георг Конон фон дер Габеленц также стал филологом.